# 권렴
권렴(權廉, 1302년 ~ 1340년)은 고려의 문신이다. 본관은 안동(安東). 자는 사렴(士廉)이다.

## 생애
1318년 삼사부사(三司副使)에 임명되었고, 아버지 권준(權準)의 관작을 계승하여 1325년 선무장군 합포진변만호부만호(宣武將軍 合浦鎭邊萬戶府萬戶)가 되었다.
1327년 선군별감(選軍別監)이 되자 법에 따라 군전(軍田)을 나누어 주었고, 1330년 좌상시(左常侍)에 임명되었다.
1335년 딸이 충숙왕의 비가 되자 현복군(玄福君)에 봉해지고, 1338년 첨의찬성사(僉議贊成事)가 되었으나, 총신 양재(梁載)와 틈이 있어 파직되었다가 다시 현복군에 봉해졌다.

## 가족
- 할아버지 : 권보(權溥)
  - 아버지 : 권준(權準)
    - 딸 : 수비 권씨(壽妃權氏)
    - 아들 : 권용(權鏞)
    - 아들 : 권현(權鉉)
    - 아들 : 권호(權鎬)
    - 아들 : 권균(權鈞)
    - 아들 : 권주(權鑄)